# Jincheng (socken i Kina, Henan)
Jincheng (kinesiska: 金城, 金城乡) är en socken i Kina. Den ligger i provinsen Henan, i den centrala delen av landet, omkring 62 kilometer nordväst om provinshuvudstaden Zhengzhou. Antalet invånare är 51 218. Befolkningen består av 25 236 kvinnor och 25 982 män. Barn under 15 år utgör 20,0 %, vuxna 15-64 år 71 %, och äldre över 65 år 7,0 %.
Genomsnittlig årsnederbörd är 638 millimeter. Den regnigaste månaden är juli, med i genomsnitt 164 mm nederbörd, och den torraste är december, med 4 mm nederbörd.